# Nova (Superrobotov majmunski tim)
Nova je lik iz crtane serije Superrobotov majmunski tim. Glas joj je posudila Kari Walghren.

## Lik

#### Osobnost
Nova je žuti ženski majmun ružičastih očiju, jednini majmun ženskog spola. Njezine se ruke u borbi pretvaraju u "damsku sjekiru" te, može biti, naizgled, vrlo slatka, ali kad se razbjesni, postaje neumoljiva. Sparks je u nju zaljubljen, iako je ona odbijala priznati mu ljubav. Na kraju serije, u zadnjoj epizodi Soul of Evil, Nova je poljubila Sparksa.

#### Novin život
Nova je bila najdraži majmun Alkemičara, ljudskog oblika Kralja Kostura. Dok je još Mandarin bio u timu, naučio je Novu udarce i napade na protivnika, a Nova je tu vještinu prenijela Chirou. Ostali su se majmuni uvijek trudili da budu dragi prema njoj, dok se Otto platonski zaljubio i smatrao da bi Nova trebala preuzeti tim u slučaju zamjene. Sparks je oduvijek volio Novu i smatrao da ona voli njega, što je i činila. Nova je dobra Jinmayina prijateljica. Kroz cijelu seriju Nova smatra Sparksa glupim i nezrelim, ali kad je Sparks prešao na zlu stranu, ona ga je uvjerila da se vrati jer ga voli. Posljednji put je viđena sa Sparksom u zadnjoj epizodi.